# Elliott Highway
La Elliott Highway est une route d'Alaska aux États-Unis de 245 kilomètres (152 mi) de long, qui commence à Fow à 16 kilomètres de Fairbanks et se termine à Manley Hot Springs. Elle a été terminée en 1959 et fait partie de l'Alaska Route 2.
Elle est goudronnée et en bon état toute l'année entre Fairbanks et sa jonction avec la Dalton Highway, mais se transforme en piste d'assez mauvaise qualité ensuite ce qui la rend dangereuse à la circulation surtout en hiver. Il n'y a pas de poste de secours téléphonique le long de la route, et le seul approvisionnement en essence ne peut se faire qu'à Minto. La Dalton Highway commence à 118 kilomètres (73 mi) au nord de Fox à son intersection avec l'Elliott Highway.

## Villes et lieux desservis
- Fox, au km 0
- Livengood, au km 114
- Minto, au km 177
- Manley Hot Springs, au km 245